# Concrete Mathematics
Concrete Mathematics: A Foundation for Computer Science（邦題：コンピュータの数学）は、ロナルド・グラハム、ドナルド・クヌース、オーレン・パタシュニクによる、計算機科学の分野で幅広く使用されている教科書である。

## 内容と歴史
この本は、計算機科学、特にアルゴリズム分析のための数学的な知識と技術を提供する。序文によると、Concrete Mathematicsとは"a blend of CONtinuous and disCRETE mathematics"（「連続的な数学」と「離散的な数学」を混ぜた物）である。微分積分は、説明と演習において多用される。また、"concrete mathematics"（具体的な数学）という語は、「抽象的な数学を補う物」という意味でもある。
この本は、スタンフォード大学でクヌースが1970年から開始したコースに基づいている。この本は、クヌースの『The Art of Computer Programming』の「数学的な準備(Mathematical Preliminaries)」節の内容を拡張するものである。そのため、『The Art of Computer Programming』への導入としてこの本を使用する読者もいる。
Concrete Mathematicsには、形式ばらないユーモラスなスタイルが見られる。著者らは、多くの数学の教科書のような「乾いたスタイル」と彼らがみなす物を拒絶する。余白には、この本の「最初の編集者」であるスタンフォード大学のクヌースとパタシュニクの学生による「数学的な落書き」が書かれている。
他のクヌースの本と同様に、この本でどんな種類（技術的、歴史的、印刷上、政治的）であっても誤りを見つけた読者には賞金が贈られる。
この本は、アイバーソンの記法、床関数と天井関数、階乗冪の記法などの多くの数学的記法を普及させた。

## タイポグラフィ
ドナルド・クヌースは、Concrete Mathematicsの初版をAMS EulerフォントとConcrete Romanフォントのテストケースとした。

## 章
1. 漸化式の問題 (Recurrent Problems)
2. 和の計算 (Summation)
3. 整数関数 (Integer Functions)
4. 整数論 (Number Theory)
5. 二項係数 (Binomial Coefficients)
6. 特別な数 (Special Numbers)
7. 母関数 (Generating Functions)
8. 離散的確率 (Discrete Probability)
9. 漸近近似 (Asymptotics)

## 書誌情報
初版： 1988年9月 (ISBN 0-201-14236-8)Graham, Ronald L.; Knuth, Donald E.; Patashnik, Oren (1989), Concrete Mathematics, Advanced Book Program (First ed.), Reading, MA: Addison-Wesley Publishing Company, pp. xiv+625, ISBN 0-201-14236-8, MR1001562
第2版： 1994年2月 (ISBN 0-201-55802-5)Graham, Ronald L.; Knuth, Donald E.; Patashnik, Oren (1994), Concrete Mathematics (Second ed.), Reading, MA: Addison-Wesley Professional, pp. xiv+657, ISBN 0-201-55802-5, MR1397498
日本語訳： 1993年9月 (ISBN 978-4-320-02668-1)Graham, Ronald L.、Knuth, Donald E.、Patashnik, Oren 著、有澤誠・安村通晃・萩野達也・石畑清 訳『コンピュータの数学』共立出版。ISBN 978-4-320-02668-1。
日本語訳第2版： 2020年9月 (ISBN 978-4-320-12464-6)Graham, Ronald L.、Knuth, Donald E.、Patashnik, Oren 著、有澤誠・安村通晃・萩野達也・石畑清 訳『コンピュータの数学 第2版』共立出版。ISBN 978-4-320-12464-6。